# Mașîne, Bahciîsarai
Mașîne (în ucraineană Машине) este un sat în comuna Verhoricicea din raionul Bahciîsarai, Republica Autonomă Crimeea, Ucraina.

## Demografie
Componența lingvistică a localității Mașîne
     Rusă (73,17%)
     Tătară crimeeană (26,02%)
     Alte limbi (0,41%)
Conform recensământului din 2001, majoritatea populației localității Mașîne era vorbitoare de rusă (73,17%), existând în minoritate și vorbitori de tătară crimeeană (26,02%).